# Общение (фильм)
«Общение» (англ. Communion) — фильм 1989 года по одноимённой книге Уитли Стрибера с Кристофером Уокеном и Фрэнсис Стернхаген в главных ролях. Картина рассказывает историю семейства, находящегося на отдыхе в уединённом доме в безлюдной местности, и столкнувшегося с внеземным разумом. Если верить Стриберу, это история из реальной жизни о его собственной встрече с «пришельцами». Уокен играет роль самого автора.

## Сюжет
Писатель Уитли Стрибер на праздники едет со своей семьёй в загородный дом, расположенный в уединённом месте. Приехав, они видят в небе серию странных огней и слышат тревожные звуки. Все решают быстро вернуться в город, но по возвращении писателю кажется, будто его похищали инопланетяне и что-то сделали с ним. Родные же полагают, что он сходит с ума, и по их настоянию мужчина обследуется у психиатра, чтобы попытаться при помощи гипноза установить, что же было на самом деле.

## В ролях
- Кристофер Уокен — Уитли Стрибер
- Линдсэй Кроус — Энни Стрибер
- Фрэнсис Стернхаген — доктор Джанет Даффи
- Андреас Кацулас — Алекс
- Терри Ханауэр — Сара
- Джоел Карлсон — Эндрю Стрибер
- Джон Деннис Джонстон — пожарный
- Ди-ди Ришер — миссис Гринберг
- Эйлин Фицпатрик — мать
- Р. Дж. Миллер — отец
- Холли Филдс — молящаяся Богу девушка
- Паула Шоу — женщина из квартиры
- Джульет Сорчи — девушка второклассница
- Тифни Твитчелл — учитель
- Джошуа Миллер — высокий парень
- Кейт Стерн — женщина в автобусе
- Джонни Дак — лаборант
- Джонатан Фромдэйл — Уитли (5 лет)
- Эндрю Магариан — человек в прихожей
- Бэзил Хоффман — доктор Фридман
- Пол Клеменс — Патрик
- Мэгги Иган — Нэнси
- Ирен Форрест — Салли
- Салли Кемп — Лори
- Винс Мак-Кевин — Боб
- Маделейн Мора — похищенная пришельцами
- Ингрид Волд — ассистентка фокусника

## Награды и номинации
В 1990 году фильм номинировался на премию «молодому артисту» в номинации лучшему молодому артисту, сыгравшему в кинокартине.